# 陕商
陕商或称秦商，被认为是中国按地域亲缘关系最早出现的商帮。《天工开物》的作者宋应星在野议·盐政议中论述:“商之有本者，大抵属秦、晋与徽郡三方之人”。陕西商帮主要来自西安府的三原县和泾阳县，明清时期一直为十大商帮前茅，在1930年代陇海线通车以前，泾阳、三原一直是陕商的大本营。

## 最早的商帮
明朝为了防卫西北，在陕西开展食盐开中的政策，鼓励商民贩运粮食到边镇，保证边防军的军需，换取经营食盐的许可证—盐引，再到食盐产地贩盐赚利。陕商则是利用地利之便，最早形成的商帮。

## 两淮盐业与四川盐业
在明朝前期，陕商曾为扬州最大的商帮，弘治年间明朝盐业政策改为折色法，陕商渐渐退出两淮盐业，专门在四川盐井经营，自贡的西秦会馆既为当时所建。

## 其他行业
1. 布业：西北边关寒冷，需要大量棉布御寒，陕商每年携带千百万两白银，千里迢迢到江南苏松一带的棉布产区，贩运的棉布达到2700多万匹。清代，与陕西毗邻的湖北、河南两省用地窖织布解决了空气干燥、断头太多的难题，陕商贩运湖北德安府的“府布”，河南的“颖布”到西部，促成湖北、河南纺织业的繁荣。
2. 茶业：陕西商人最初在边关从事茶马交易，后来将陕南紫阳县的绿茶贩到西北，又改为将湖南安化县的红茶，贩运到泾阳，压制成茯砖茶，再用庞大的骆驼队贩运到西部。泾阳成为茶叶加工中心，有七、八十家经营茶叶的商号，捡茶的工人“不啻千百人”。著名的商号有“马合盛”、“裕兴重”等。

## 清朝后期衰落
清朝后期票盐法实行之后，陕商逐渐衰落，后又遭捻军和陕甘回变打击，退出了主流商帮。

## 遗产
陕商五百年的商业成就，体现于他们留下的众多高强深院的商宅大院。著名的有：三原县鲁桥镇孟店村的周家大院、泾阳县安吴镇安吴堡村的吴家大院、王桥镇的于家大院、武功的路家大院、旬邑县唐家村的唐家大院、渭南板桥的常家大院、吝店的焦家大院、程曹村的曹家大院、阳郭镇的贺家大院、姜家大院、孝义镇的赵家大院、韩城王庄的党家大院等。